# Анашарсис, Фара
Фара Анашарсис (фр. Phara Anacharsis; род. 17 декабря 1983, Фор-де-Франс, Мартиника) — французская легкоатлетка, специализирующаяся в беге на 400 метров с барьерами. Призёр чемпионатов Европы в эстафете 4×400 метров. Участница летних Олимпийских игр 2008, 2012 и 2016 годов.

## Биография
Родилась на острове Мартиника, заморском департаменте Франции в Карибском море. В возрасте 14 лет переехала в метрополию, а в 15 стала заниматься лёгкой атлетикой.
На международных соревнованиях впервые выступила на юниорском чемпионате Европы 2001 года, где не смогла выйти в финал в беге на 200 метров.
С 2004 года начала привлекаться во взрослую сборную страны. Бежала в эстафетах 4×400 метров на международных матчевых встречах, Кубках и чемпионатах Европы. Стала бронзовым призёром молодёжного первенства Европы в 2005 году.
С 2007 года решила попробовать свои силы в беге на 400 метров с барьерами. Однако на свои первые Олимпийские игры в Пекине отобраться в индивидуальном виде ей не удалось из-за невыполненного норматива. Участие Анашарсис ограничилось выступлением в предварительном забеге эстафеты 4×400 метров.
В 2009 году завоевала золото Средиземноморских игр на дистанции 400 метров с барьерами.
Стала серебряным призёром чемпионата Европы 2012 года в эстафете 4×400 метров. На Олимпийских играх в Лондоне вместе со сборной Франции заняла в финале пятое место.
Выступала в предварительном забеге эстафеты на чемпионате Европы 2014 года. Француженки вышли в финал, где уже без Анашарсис выиграли золотые медали.
В июне 2016 года установила личный рекорд в беге на 400 метров с барьерами (55,84). Спустя месяц на европейском первенстве пробилась в полуфинал на этой дистанции и стала второй в эстафете.
На Олимпийских играх в Рио-де-Жанейро не смогла преодолеть первый раунд соревнований как в личном виде, так и в эстафете.

## Основные результаты
| Год  | Турнир                          | Место проведения         | Дисциплина        | Место       | Результат |
| ---- | ------------------------------- | ------------------------ | ----------------- | ----------- | --------- |
| 2001 | Чемпионат Европы среди юниоров  | Гроссето, Италия         | 200 м             | 15-е (заб.) | 24,64     |
| 2002 | Чемпионат мира среди юниоров    | Кингстон, Ямайка         | 200 м             | 19-е (1/2)  | 24,68     |
| 2002 | Чемпионат мира среди юниоров    | Кингстон, Ямайка         | эстафета 4×100 м  | —           | DQ        |
| 2004 | Кубок Европы в помещении        | Лейпциг, Германия        | шведская эстафета | 7-е         | 4.55,99   |
| 2004 | Кубок Европы                    | Быдгощ, Польша           | эстафета 4×400 м  | 7-е         | 3.33,67   |
| 2005 | Чемпионат Европы в помещении    | Мадрид, Испания          | 400 м             | 8-е (заб.)  | 53,20     |
| 2005 | Кубок Европы                    | Флоренция, Италия        | эстафета 4×400 м  | 6-е         | 3.28,92   |
| 2005 | Чемпионат Европы среди молодёжи | Эрфурт, Германия         | 400 м             | 5-е         | 52,44     |
| 2005 | Чемпионат Европы среди молодёжи | Эрфурт, Германия         | эстафета 4×400 м  | 3-е         | 3.31,91   |
| 2006 | Кубок Европы                    | Малага, Испания          | 400 м             | 7-е         | 54,24     |
| 2006 | Кубок Европы                    | Малага, Испания          | эстафета 4×400 м  | 6-е         | 3.32,95   |
| 2006 | Чемпионат Европы                | Гётеборг, Швеция         | 400 м             | 23-е (заб.) | 53,43     |
| 2006 | Чемпионат Европы                | Гётеборг, Швеция         | эстафета 4×400 м  | 7-е         | 3.32,38   |
| 2007 | Кубок Европы                    | Мюнхен, Германия         | эстафета 4×400 м  | 3-е         | 3.28,62   |
| 2007 | Чемпионат мира                  | Осака, Япония            | эстафета 4×400 м  | 10-е (заб.) | 3.29,87   |
| 2008 | Кубок Европы                    | Анси, Франция            | эстафета 4×400 м  | 2-е         | 3.26,63   |
| 2008 | Олимпийские игры                | Пекин, Китай             | эстафета 4×400 м  | 7-е (заб.)  | 3.26,61   |
| 2009 | Средиземноморские игры          | Пескара, Италия          | 400 м с/б         | 1-е         | 56,66     |
| 2010 | Командный чемпионат Европы      | Берген, Норвегия         | 400 м с/б         | 9-е         | 58,96     |
| 2011 | Командный чемпионат Европы      | Стокгольм, Швеция        | 400 м с/б         | 7-е         | 57,26     |
| 2011 | Командный чемпионат Европы      | Стокгольм, Швеция        | эстафета 4×400 м  | 8-е         | 3.31,13   |
| 2011 | Чемпионат мира                  | Тэгу, Южная Корея        | эстафета 4×400 м  | 13-е (заб.) | 3.28,02   |
| 2012 | Чемпионат Европы                | Хельсинки, Финляндия     | 400 м с/б         | 22-е (заб.) | 58,02     |
| 2012 | Чемпионат Европы                | Хельсинки, Финляндия     | эстафета 4×400 м  | 2-е         | 3.25,49   |
| 2012 | Олимпийские игры                | Лондон, Великобритания   | эстафета 4×400 м  | 5-е         | 3.25,92   |
| 2013 | Чемпионат Европы в помещении    | Гётеборг, Швеция         | эстафета 4×400 м  | 4-е         | 3.28,71   |
| 2013 | Командный чемпионат Европы      | Гейтсхед, Великобритания | 400 м с/б         | 6-е         | 57,43     |
| 2013 | Командный чемпионат Европы      | Гейтсхед, Великобритания | эстафета 4×400 м  | 3-е         | 3.29,55   |
| 2013 | Чемпионат мира                  | Москва, Россия           | 400 м с/б         | 20-е (заб.) | 56,73     |
| 2013 | Чемпионат мира                  | Москва, Россия           | эстафета 4×400 м  | 5-е (заб.)  | 3.27,75   |
| 2014 | Командный чемпионат Европы      | Брауншвейг, Германия     | 400 м с/б         | 9-е         | 58,22     |
| 2014 | Чемпионат Европы                | Цюрих, Швейцария         | эстафета 4×400 м  | 4-е (заб.)  | 3.28,58   |
| 2016 | Чемпионат Европы                | Амстердам, Нидерланды    | 400 м с/б         | 16-е (1/2)  | 57,05     |
| 2016 | Чемпионат Европы                | Амстердам, Нидерланды    | эстафета 4×400 м  | 2-е         | 3.25,96   |
| 2016 | Олимпийские игры                | Рио-де-Жанейро, Бразилия | 400 м с/б         | 26-е (заб.) | 56,64     |
| 2016 | Олимпийские игры                | Рио-де-Жанейро, Бразилия | эстафета 4×400 м  | 10-е (заб.) | 3.26,18   |
| 2017 | Командный чемпионат Европы      | Лилль, Франция           | 400 м с/б         | 6-е         | 57,08     |